# 大垣市立青墓小学校
大垣市立青墓小学校（おおがきしりつ あおはかしょうがっこう）は、岐阜県大垣市にある公立小学校。

## 概要
- 通学区域は青墓町、青墓町1-5丁目、青野町、榎戸町1-3丁目、矢道町1-3丁目、昼飯町（大部分）、稲葉東1-3丁目、稲葉西1・2丁目、稲葉北1-3丁目であり、公立中学校の進学先は大垣市立赤坂中学校[1]である。

## 沿革
- 1873年（明治6年） - 青野村に青野学校が開校。
- 1874年（明治7年） - 
  - 青墓村に青渓学校[2]が開校。
  - 榎戸村、矢道村の児童は長松学校[3]、昼飯村の児童は公立含弘義校[4]へ通学。
- 1886年（明治19年） - 青野学校が青野簡易科小学校、青渓学校が青墓簡易科小学校に、それぞれ改称する。
- 1893年（明治26年） - 青野簡易科小学校と青墓簡易科小学校が統合し、青野簡易科小学校となる。
- 1894年（明治27年） - 青墓村大字大堀に移転。榎戸村、矢道村、昼飯村の児童が転入する。
- 1897年（明治30年） - 
  - 青墓村、青野村、榎戸村、矢道村、昼飯村が合併し、青墓村が発足。
  - 青墓尋常小学校に改称する[5]。
- 1905年（明治38年） - 農業補習学校を付設[6]。
- 1911年（明治44年） - 現在地に移転。
- 1941年（昭和16年） - 青墓国民学校に改称する。
- 1947年（昭和22年）4月1日 - 青墓村立青墓小学校に改称する。組合立不破中学校[7]青墓分校を併設する。
- 1948年（昭和23年）9月 - 組合立不破中学校から青墓村が離脱し、組合立不破中学校青墓分校を廃止[8]。
- 1953年（昭和28年）5月1日 - 赤坂町と青墓村で教育事務組合を共同設置し、赤坂町青墓村教育事務組合立青墓小学校に改称する。
- 1954年（昭和29年）9月1日 - 赤坂町と合併し、赤坂町となる。同時に赤坂町立青墓小学校に改称する。
- 1964年（昭和39年） - 新校舎（鉄筋コンクリート造3階建）が完成（現・中校舎）。
- 1967年（昭和42年）9月1日 - 赤坂町が大垣市に編入される。同時に大垣市立青墓小学校に改称する。
- 1972年（昭和47年） - 校舎増築（現・西校舎）。
- 1975年（昭和50年） - 校舎増築（現・東校舎）。
- 1977年（昭和52年） - 体育館が完成。
- 1989年（平成元年） - 特別教室（南校舎）が完成。